# 小行星2568
小行星2568（2568 Maksutov），天文學臨時編號1980 GH，是一顆小行星帶的小行星。於1980年4月13日被捷克天文學家茲丹卡·瓦弗洛娃在克莱季天文台發現。
該小行星以蘇聯光學工程師德米特里·馬克蘇托夫命名。

## 外部連結
- JPL Small-Body Database Browser on 2568 Maksutov （页面存档备份，存于）

| 前一小行星： 2567 Elba | 小行星列表 | 後一小行星： 2569 Madeline |